# Bad Boys (série de films)
Pour les articles homonymes, voir Bad Boys.
 Pour plus de détails, voir Fiche technique et Distribution
Bad Boys ou Mauvais garçons au Québec est une série de films américains. Elle débute avec un premier film sorti en 1995 et réalisé par Michael Bay qui reviendra également pour le second volet. Le troisième film, sorti en 2020, est mis en scène par le duo de Belges Adil El Arbi et Bilall Fallah. En janvier 2023, ils sont confirmés à la réalisation d'un 4e prévu pour 2024.
La saga met en scène deux policiers de Miami, Mike Lowrey et Marcus Burnett, respectivement incarnés par Will Smith et Martin Lawrence.
La franchise est par ailleurs développée à la télévision avec Los Angeles : Bad Girls, spin-off centré sur le personnage de Sydney « Syd » Burnett de Bad Boys 2.

## Films
Bad Boys
Mike Lowrey est un séducteur invétéré et célibataire. Marcus Burnett est un homme rangé, marié et père de famille. Ils sont à la fois collègues, policiers à Miami et amis. Avec toutefois des méthodes d'investigation radicalement opposées, ce qui rend parfois leur relation explosive. Cent kilos d'héroïne pure sont dérobés dans les locaux de la brigade des stupéfiants de Miami, provoquant la colère du capitaine Howard. Les agents de la police de Miami ont 72 heures pour retrouver les coupables. Au même moment, la meilleure amie de Mike Lowrey est assassinée lors d'un règlement de comptes entre criminels. Une jeune femme présente sur le lieu du crime parvient à s'échapper et prend contact avec la police. En tant que témoin, Julie Mott ne veut avoir affaire qu'à Mike et personne d'autre. Celui-ci étant indisponible, c'est Marcus qui se rend chez elle en se faisant passer pour son collègue. Les deux hommes vont ainsi échanger leurs identités pendant la durée de l'enquête.
Bad Boys 2
Johnny Tapia, puissant baron de la drogue, fait circuler ses pilules d'ecstasy dans les boîtes les plus branchées de Miami. Depuis leur dernière enquête, Mike Lowrey et Marcus Burnett accomplissent des missions sans histoire, jusqu'au jour ou Mike tire accidentellement dans le postérieur de Marcus. Ce dernier ressent de l'humiliation et de la gêne à continuer à faire équipe avec un homme qu'il commence à juger irresponsable et immature. Il prend donc la décision de se faire muter… En attendant, Marcus reçoit la visite de sa sœur Syd. Celle-ci est en fait un agent de la DEA, à Miami pour coincer Johnny Tapia en jouant les agents doubles dans une opération de blanchiment d'argent. Après une course-poursuite à laquelle Marcus et Mike se retrouvent accidentellement mêlés, Marcus découvre la vérité sur sa sœur Syd et décide donc de l'aider afin de venir à bout de vaincre Johnny Tapia, connu pour être intouchable par la justice.
Bad Boys for Life
Alors que Marcus est devenu grand-père et s’apprête à raccrocher, Mike est la cible d'un mystérieux tueur, Armando. Ce dernier agit sur les ordres de sa mère Isabel, assoiffée de vengeance.
Bad Boys: Ride or Die
Alors que les inspecteurs Mike Lowrey et Marcus Burnett enquêtent sur la corruption qui règne au sein de la police de Miami, leur capitaine Conrad Howard est accusé après sa mort d'être lié à des mafieux roumains. Les deux amis vont se retrouver pris au piège et traqués comme des fugitifs. Ils vont cependant tenter de prouver leur innocence en résolvant l'affaire. 

## Fiche technique
|                                 | Films                                 | Films                                         | Films                                     | Films                                                       |
| Bad Boys : Flics de choc (1995) | Bad Boys 2 (2003)                     | Bad Boys for Life (2020)                      | Bad Boys: Ride or Die (2024)              |                                                             |
| ------------------------------- | ------------------------------------- | --------------------------------------------- | ----------------------------------------- | ----------------------------------------------------------- |
| Titre québécois                 | Mauvais Garçons                       | Mauvais Garçons 2                             | Mauvais Garçons pour la vie               | Mauvais Garçons : À la vie, à la mort                       |
| Réalisateurs                    | Michael Bay                           | Michael Bay                                   | Adil El Arbi Bilall Fallah                | Adil El Arbi Bilall Fallah                                  |
| Producteurs                     | Jerry Bruckheimer                     | Jerry Bruckheimer                             | Jerry Bruckheimer                         | Jerry Bruckheimer                                           |
| Producteurs                     | Don Simpson                           |                                               | Doug Belgrad                              | Doug Belgrad                                                |
| Scénaristes                     | Michael Barrie                        | Ron Shelton                                   | Chris Bremner                             | Chris Bremner                                               |
| Scénaristes                     | Jim Mulholland                        | Jerry Stahl                                   | Peter Craig                               | Will Beall                                                  |
| Scénaristes                     | Doug Richardson                       | John Lee Hancock                              | Joe Carnahan                              |                                                             |
| Compositeurs                    | Mark Mancina                          | Trevor Rabin                                  | Lorne Balfe                               | Lorne Balfe                                                 |
| Directeurs de la photographie   | Howard Atherton                       | Amir Mokri                                    | Robrecht Heyvaert                         | Robrecht Heyvaert                                           |
| Montage                         | Christian Wagner                      | Mark Goldblatt Thomas A. Muldoon Roger Barton | Bruce B. Pierce                           | Asaf Eisenberg Dan Lebental                                 |
| Sociétés de production          | Don Simpson / Jerry Bruckheimer Films | Don Simpson / Jerry Bruckheimer Films         | 2.0 Entertainment Jerry Bruckheimer Films | 2.0 Entertainment Jerry Bruckheimer Films Westbrook Studios |
| Distributeur                    | Columbia Pictures                     | Columbia Pictures                             | Columbia Pictures                         | Columbia Pictures                                           |
| Distributeur                    | Columbia TriStar Films                | Columbia TriStar Films                        | Sony Pictures Releasing France            | Sony Pictures Releasing France                              |
| Sortie                          | 7 avril 1995                          | 18 juillet 2003                               | 17 janvier 2020                           | 7 juin 2024                                                 |
| Sortie                          | 5 juillet 1995                        | 15 octobre 2003                               | 22 janvier 2020                           | 5 juin 2024                                                 |
| Budget                          | 19 000 000 $                          | 130 000 000 $                                 | 90 000 000 $                              | 100 000 000 $                                               |
| Durée                           | 119 minutes                           | 147 minutes                                   | 124 minutes                               | 110 minutes                                                 |

## Distribution
| Personnages                       | Films                           | Films             | Films                    | Films                        |
| Personnages                       | Bad Boys : Flics de choc (1995) | Bad Boys 2 (2003) | Bad Boys for Life (2020) | Bad Boys: Ride or Die (2024) |
| --------------------------------- | ------------------------------- | ----------------- | ------------------------ | ---------------------------- |
| Mike Lowrey                       | Will Smith                      | Will Smith        | Will Smith               | Will Smith                   |
| Marcus Burnett                    | Martin Lawrence                 | Martin Lawrence   | Martin Lawrence          | Martin Lawrence              |
| capitaine Conrad Howard           | Joe Pantoliano                  | Joe Pantoliano    | Joe Pantoliano           | Joe Pantoliano               |
| Theresa Burnett                   | Theresa Randle                  | Theresa Randle    | Theresa Randle           | Tasha Smith (en)             |
| Fletcher                          | John Salley                     | John Salley       |                          | John Salley                  |
| Julie Mott                        | Téa Leoni                       |                   |                          |                              |
| Fouchet                           | Tchéky Karyo                    |                   |                          |                              |
| Sanchez                           | Nestor Serrano                  |                   |                          |                              |
| capitaine Alison Sinclair         | Marg Helgenberger               |                   |                          |                              |
| Sydney "Syd" Burnett              |                                 | Gabrielle Union   |                          |                              |
| Hector Juan Carlos "Johnny" Tapia |                                 | Jordi Mollà       |                          |                              |
| Alexei                            |                                 | Peter Stormare    |                          |                              |
| Roberto                           |                                 | Jon Seda          |                          |                              |
| Floyd Poteet                      |                                 | Michael Shannon   |                          |                              |
| lieutenant Rita Secada            |                                 |                   | Paola Núñez              | Paola Núñez                  |
| Kelley                            |                                 |                   | Vanessa Hudgens          | Vanessa Hudgens              |
| Dorn                              |                                 |                   | Alexander Ludwig         | Alexander Ludwig             |
| Rafe                              |                                 |                   | Charles Melton           |                              |
| Armando Aretas                    |                                 |                   | Jacob Scipio             | Jacob Scipio                 |
| Isabel Aretas                     |                                 |                   | Kate del Castillo        |                              |

## Accueil

### Box-office
Le premier rencontre un très bon succès à sa sortie en France ou il dépasse le million d'entrées. Il se classe ainsi 16e du box-office annuel derrière Batman Forever. Aux États-Unis, il récolte plus de 65 millions de dollars de recettes, dont 15 523 358 $ pour son week-end d'ouverture.
Le second film est l'un des gros succès au box-office 2003 au Canada et aux États-Unis où il se classe 11e au nombre de recettes. Il se classe 18e au box-office annuel français.
| Film                  | Année  | Recettes au box-office | Recettes au box-office | Recettes au box-office | Entrées France    | Budget        | Réf(s) |
| Film                  | Année  | États-Unis/ Canada     | Reste du monde         | Mondial                | Entrées France    | Budget        | Réf(s) |
| --------------------- | ------ | ---------------------- | ---------------------- | ---------------------- | ----------------- | ------------- | ------ |
| Bad Boys              | 1995   | 65 807 024 $           | 75 600 000 $           | 141 407 024 $          | 1 636 092 entrées | 19 000 000 $  | ,      |
| Bad Boys 2            | 2003   | 138 608 444 $          | 134 731 112 $          | 273 340 010 $          | 1 942 671 entrées | 130 000 000 $ | ,      |
| Bad Boys for Life     | 2020   | 206 305 244 $          | 220 200 000 $          | 426 505 244 $          | 1 722 745 entrées | 90 000 000 $  | ,      |
| Bad Boys: Ride or Die | 2024   | 193 573 217 $          | 210 976 967 $          | 404 550 184 $          | 1 247 364 entrées | 100 000 000 $ | ,      |
| Totaux                | Totaux | 604 291 387 $          | 641 411 855 $          | 1 245 706 238 $        | 6 721 475 entrées | 339 000 000 $ | ,      |

### Critique
| Film              | Rotten Tomatoes     | Metacritic            | Allociné             |
| ----------------- | ------------------- | --------------------- | -------------------- |
| Bad Boys          | 43% (47 critiques)  | 41⁄100 (24 critiques) | 1,7⁄5 (3 critiques)  |
| Bad Boys 2        | 23% (177 critiques) | 38⁄100 (34 critiques) | 2,3⁄5 (10 critiques) |
| Bad Boys for Life | 77% (207 critiques) | 59/100 (45 critiques) | 2,5⁄5 (20 critiques) |

## Œuvres dérivées

### Los Angeles: Bad Girls
En octobre 2017, il est annoncé qu'une série télévisée spin-off centrée sur le personnage incarné par Gabrielle Union dans Bad Boys 2 est en développement. NBC commande un épisode pilote. En mars 2018, Jessica Alba est choisie pour l'autre rôle principal. Le titre de la série est révélé en avril 2018 : LA's Finest. Jerry Bruckheimer est ensuite annoncé à la production de la série. NBC ne donne finalement pas suite à l'épisode pilote : la série est donc proposée à d'autres chaines.
La série sera finalement diffusée en 2019 sur le réseau câblé Spectrum.